# Tibia (computerspel)
Tibia is een van de oudste en langst bestaande massively multiplayer online role-playing games (MMORPG). Het spel is ontstaan als studieproject van drie Duitse studenten informatica in 1997. Dit team werd uitgebreid naar vier mensen: Stephan Börzsönyi, Guido Lübke, Ulrich Schlott en Stephan Vogler Het bedrijf CipSoft GmbH is gevestigd in Regensburg (Duitsland). In 2006 waren er 500.000 actieve spelers.

## Spel
Het spel is tweedimensionaal, heeft geen geluid en weinig effecten. Hierdoor zijn de systeemeisen laag en is het speelbaar op een oudere computer. Het spel downloaden en spelen is gratis. Tegen betaling komen meer mogelijkheden beschikbaar. Dit heet een premium-account en deze is te koop voor 1 maand, 3 maanden, 6 maanden en 12 maanden. Een premium-account biedt nieuwe steden, nieuwe monsters (waaronder Demons), promotie en meer.

## Servers
Tibia had medio 2023 90 speelwerelden. De servers zijn opgesteld in Duitsland en in de Verenigde Staten. De servers worden verdeeld in PvP-servers (Player versus Player), PvP-Optional servers (elkaar aanvallen is mogelijk als de optie aanstaat) en PvP-enforced servers (het doden van een andere speler wordt beloond met ervaringspunten indien deze speler een hoger level heeft). De allereerste Tibia server is Antica. Op deze wereld zijn zeldzame voorwerpen aan te treffen uit vroegere versies van het spel, net als op de tweede server, Nova. Secura was de eerste PVP-Optional Server. Om een oplossing te vinden voor alledaagse problemen zoals diefstal werd een zwarte lijst (blacklist) gemaakt door de Force of Light, de oudste guild op de server. Hierin werden criminelen op een lijst geplaatst en in de meeste gevallen uitgesloten van jachten en handel.

## Doelen
Het spel heeft niet één doel, maar een heel scala. Er zijn een tiental verschillende vaardigheden die verbeterd kunnen worden en ook de uitrusting (wapens en bepantsering) kan verbeterd worden. Met betere vaardigheden en uitrusting kunnen sterkere monsters worden verslagen, die dan vaak ook weer betere vaardigheden en uitrusting geven.
Daarnaast is er ook een belangrijk rollenspelgedeelte, waarbij er sociale contacten over de gehele wereld kunnen worden gelegd. De communicatie vindt meest plaats in het Braziliaans en Pools. Maar de basiscommunicatie vindt plaats in het Engels.
Men kan ook werken aan de uitrustingen, waarvan de kleuren zelf bepaald kunnen worden. Er zijn sinds de zomerupdate van 2006 nieuwe queesten (Engels: quests) bijgekomen die het mogelijk maken om meer uitrustingen te krijgen en ook om ze te verrijken met de zo geheten add-ons. Add-ons zijn symbolen dan wel objecten waarmee je een uitrusting kan bekleden om zo meer onderlinge diversiteit te creëren tussen de spelende personages. Het is pas sinds kort dat Tibia aandacht besteedt aan het uiterlijk van het spel. Grafisch gezien was het lange tijd maar beperkt.

## Mogelijkheden van het spel
Het spel bestaat uit een grote wereld met zestien steden. Deze steden heten Ab'Dendriel, Ankrahmun (premium), Carlin, Darashia (premium), Edron (premium), Farmine (premium), Gray Beach (premium), Kazordoon, Liberty Bay (premium), Port Hope (premium), Ratheton (premium), Roshamuul (premium), Thais, Venore, Svargrond (premium) en Yalahar (premium). De rest van de wereld is wildernis en zit vol met geheimen, verrassingen, en monsters. Ook zijn er zogenaamde queesten, waarbij een opdracht moet worden vervuld door het oplossen van raadsels, verslaan van monsters en vinden van geheime plaatsen.

## Personages
Het spel start met het aanmaken van een personage. De speler speelt met dit personage het spel. Het startpunt voor een personage is het trainingseiland, waar je een paar queesten kunt doen en 1 level omhoog komt, daarna volgt Rookgaard waar je tot level 8 moet zien te komen, daarna komt het destiny island waar je een vocation moet kiezen zoals Paladin, Knight, Druid en Sorcerer. Sommige spelers blijven in Rookgaard omdat er geheimen zijn die nog bijna nooit zijn opgelost.
Als de speler level 8 heeft bereikt en ervoor kiest om het eiland Rookgaard te verlaten en zijn leven in de grote wereld te beginnen, zal hij via een schip het eiland verlaten. Hierna komt de speler op het "Island of Destiny", oftewel het eiland van het lot. Hier kan de speler informatie opvragen over de 4 mogelijke beroepen (vocations).
Als de speler eenmaal zijn beroep heeft gekozen kan hij het eiland verlaten. Daarbij moet hij dan kiezen in welke stad hij zijn leven op het vasteland wil beginnen (premium spelers hebben hier meer mogelijkheden).
Het is op dit eiland mogelijk om tot level 9 te komen, maar daarna zal er een waarschuwing komen dat de speler de jacht moet staken. Dit is om te voorkomen dat er misbruik kan worden gemaakt van de relatief makkelijke monsters op het eiland.

## Klassen
- Knight: Een ridder, goed met zwaard en schild, gekenmerkt door zijn hoge aantal levenspunten. Slecht in magie.
- Paladin: Een gebruiker van afstandswapens bij uitstek. De Paladin heeft een gemiddeld aantal levens- en magiepunten. Hij heeft dan ook gemiddelde vaardigheid in het gebruik van magie.
- Sorcerer: Een magiegebruiker, Sorcerers gebruiken vooral offensieve magie om hun tegenstanders uit te schakelen. Ze hebben veel magiepunten en weinig levenspunten.
- Druid: Ook dit is een magiegebruiker, maar geen offensieve. De rol van de druid is voornamelijk passief. Hij kan goed anderen en zichzelf genezen met speciale spreuken. Voor het gebruik van magie roept hij vaak natuurkrachten op. En door een update is hij even sterk geworden als een sorcerer.

## Mogelijkheden personages
De speler kan per account meerdere personages aanmaken. Ook kan de informatie over een personage worden afgeschermd, zodat niemand anders weet welke personages bij een speler horen. Per account kunnen maximaal 20 personages worden gecreëerd.

## Guilds
Ook kunnen verschillende spelers zich met elkaar verenigen, in een zogenaamde guild (gilden). Deze guild bestaat uit minimaal 5 spelers, namelijk 1 leider en minimaal 4 viceleiders. De leiders en viceleiders moeten een Premium Account hebben. Hoe groter je guild, en hoe meer mensen met een hoog level er in je guild zitten, hoe meer zeggenschap je hebt in de wereld (de server) waarop je speelt.
De ene guild is er puur voor de wereldmacht, maar er zijn er ook die anderen proberen te helpen, samen Guild Hunts (jachten, vaak op moeilijkere monsters) organiseren, of bepaalde quests (missies) proberen op te lossen.

## Soorten spelers
Veel spelers hebben een bepaald doel. De een speelt voor zijn plezier, de ander wil graag de beste worden, en weer een ander wil graag zeldzame spullen hebben. Maar veel spelers stellen het sociaal contact binnen het spel en het maken van vriendschappen ook voorop. De gemeenschap lijkt veel op die in de echte wereld. Er wordt getrouwd, diensten aangeboden, elkaar geholpen. Maar ook dingen zoals moorden en diefstallen komen veel voor.

## Voortgang
De speler haalt hogere levels door monsters dood te maken, wat je experience points (ervaringspunten) oplevert. De speler kan het monster doodslaan met een zwaard, knuppel of bijl als hij een knight is, als paladin kan hij speren, de boog of kruisboog met verschillende soorten ammunitie gebruiken. Druids kunnen met rods (toverstaf) schieten en Sorcerers met wands (toverstaf). Ook kunnen personages runes gebruiken. Of ze de gewenste rune kunnen gebruiken hangt af van hun vaardigheid in de magie en hun beroep. Runes zijn stenen die een magisch schot lossen zodra ze gebruikt worden op een monster, speler of gebied, met sommige runes kan je ook helen, verlammen, monsters betoveren zodat ze je volgen en helpen, of zelfs je personage camoufleren als een voorwerp. Alle vier de vocations (soorten characters) kunnen runes schieten maar bij paladins doen ze minder schaden dan bij sorcerers en druids en bij knights zelfs nog minder. Het magic level wordt getraind door MP (mana-points) te gebruiken. Knights moeten meer mana-points verbruiken om hetzelfde magic-level (niveau van de magische vaardigheid) te verkrijgen, paladins redelijk veel tempo en de sorcerers en druids hun magic-level stijgt het snelst.
Het vechten met monsters is slechts een deel van het spel, dat niet draait om het geweld. Ook door queesten (quests) te volbrengen, kan de speler experience points krijgen en zo hogere levels halen. Queestes kan de speler aannemen door te praten met bepaalde NPC's (Non-Player Characters, dus in het spel geprogrammeerde personages). Elke queeste wordt beloond met iets anders - soms krijgt de speler geld, soms interessante of belangrijke spullen, soms experience points. Het kan ook voorkomen dat de speler bijvoorbeeld zowel experience points als geld krijgt. Enkele queestes hebben als beloning dat je een extra eiland kan bezoeken of kan onderhandelen met een bepaalde NPC. Sommige taken of missies kunnen meerdere keren opnieuw gedaan worden, zodat de speler veel experience points in één keer kan volbrengen. Door deze queesten te volbrengen ontdekt de speler vaak ook veel over de geschiedenis van Tibia en de mensen die er wonen.

## Player killing
De speler kan ook player-versus-player-mode aanzetten. Dat wordt aangegeven door een handje rechtsboven. Het doden van andere spelers wordt lang niet door iedereen geaccepteerd. Het is namelijk nadelig voor met name spelers die nog geen hoog level hebben, omdat zij zich niet goed kunnen verdedigen als ze door een ervaren speler worden aangevallen. Er zijn een aantal servers van Tibia waar het doden van andere spelers gelimiteerd is of verboden, dit ter bescherming van de spelers die niet willen vechten met andere spelers. Als de speler dan besluit om een ander aan te vallen of vermoorden, zal hij een wit doodshoofd naast zijn naam krijgen voor een bepaalde periode. Spelers met een wit doodshoofd mogen vrij door iedereen worden aangevallen, er staat dan ook geen straf op.
Er zit ook een limiet op. De speler kan niet zomaar de hele Tibia-server waarin hij speelt uitmoorden.
Ten eerste kunnen andere spelers een speler die een wit of rood doodshoofd bij zijn naam heeft, zonder pardon aanvallen zónder zelf een wit of rood doodshoofd te krijgen. De aangevallen speler is dan in principe een soort outlaw, een uitgestotene. Ten tweede krijgt een speler zoals eerder vermeld een rood doodshoofd als hij veel mensen vermoordt. Dat gaat, in tegenstelling tot het witte doodshoofd, dat al na een kwartier verdwijnt, pas na een hele maand weg, het zij online of offline. Met een 'red skull' verlies een speler altijd al zijn equipment wanneer hij doodgaat. Normaliter verlies hij alleen zijn rugzak en soms een van de dingen die hij draagt. Ook zal een speler, als hij na het verkrijgen van een rood doodshoofd nog doorgaat met moorden, voor een vooraf bepaalde tijdsduur (meestal een maand) verbannen worden uit het spel. Geen enkel personage van zijn account zal dan kunnen inloggen.
Sommige mensen vermoorden andere spelers voor de lol (Random Player-Killing of PK), maar soms hebben twee personen ruzie en wordt de één door de ander gehunt (wat betekent dat spelers elkaar proberen te vermoorden, maar dan met een reden). Ook kan het voorkomen dat twee Guilds ruzie hebben, waardoor er een oorlog ontstaat. Zulke oorlogen kunnen, afhankelijk van het aantal deelnemers, het beeld van een hele server bepalen.

## Tutors
Tibia heeft ook opspraak gemaakt door het unieke tutorsysteem. Hierbij geeft het spel de kans aan vaardige spelers om in aanmerking te komen voor deze positie. Als een speler niveau 20 heeft gehaald, een persoonlijk account heeft en zes maanden lang een onbevlekt crimineel rapport heeft, kan hij een test doen. Als hij deze volbrengt zonder fouten, is hij een tutor. Na drie maanden een actief tutor te zijn geweest die geen noemenswaardige missers heeft gemaakt, kun je promoveren tot senior tutor, waarbij meer rechten worden verkregen. Zo kan een senior tutor berichten op het Tibiaforum en uit publieke chatkanalen die de Tibia-regels overtreden, rapporteren.
De rol van de tutor is het assisteren van andere spelers en het beantwoorden van vragen in het daarvoor gemaakte helpkanaal. De senior tutor krijgt ook de mogelijkheid om uitspraken van andere spelers in publieke chatkanalen van het spel aan te geven indien deze in strijd zijn met de spelregels van Tibia.
In ruil voor dit werk als tutor krijgt de persoon voor elke zomer- en winterupdate de mogelijkheid op een testserver te spelen.

## TibiaCamTv
Met de TibiaCamTV kan een speler dingen opnemen die hij in Tibia heeft meegemaakt. Hij kan ook filmpjes bekijken van andere mensen. Dit programma is niet gratis en wordt niet gesteund door CipSoft, maar het is niet illegaal. 

## Externe software
Tibia kende, net zoals bij vele andere online games, veel problemen met cheaters. Dat zijn spelers die gebruik maken van extern software om zo snel voortgang te maken in hun spel met behulp van een bot. Op 15 februari werd bekendgemaakt dat het Battleye ging integreren in hun spel om zo het botting fenomeen tegen te houden. De werelden Honbra, Noctera en Vita waren de eerste werelden die actief beschermd zijn met Battleye.